# Elezioni regionali in Sicilia del 2006
Le elezioni regionali in Sicilia del 2006 per il presidente della Regione Siciliana e i 90 deputati all'Assemblea regionale siciliana, si sono tenute il 28 maggio. Esse hanno visto la vittoria del presidente uscente Salvatore Cuffaro, sostenuto dal centro-destra, che ha sconfitto Rita Borsellino, sostenuta dal centro-sinistra.

## La consultazione
La coalizione di centro-sinistra scelse il proprio candidato tramite le elezioni primarie, tenutesi il 4 dicembre 2005. La consultazione vide prevalere con il 66,9% delle preferenze l'indipendente Rita Borsellino, che sconfisse il candidato presentato da La Margherita, Ferdinando Latteri. Queste elezioni hanno visto anche la presenza di un terzo candidato alla presidenza, Nello Musumeci.
Rispetto alle precedenti consultazioni regionali, la nuova legge elettorale approvata dall'Ars nel 2005 vide l'innalzamento della soglia di sbarramento delle liste per accedere alle ripartizione dei seggi. Tale sbarramento fu portato dal 4% al 5% e tale modifica fu confermata da un successivo referendum, tenutosi il 15 e 16 maggio 2005. La legge elettorale prevedeva inoltre proclamati eletti deputati tanti candidati della lista regionale risultata più votata fino a quando il numero di seggi così attribuiti, sommato al numero dei seggi conseguiti nei collegi dalle liste provinciali collegate, raggiunga il totale di 54, oltre al Presidente della Regione eletto.

## Risultati elettorali
|                                                                 | Salvatore Cuffaro (Per la Sicilia) ✔️ Presidente                | 1 374 626                                                       | 53,09 | Forza Italia            | 471 634   | 19,17 | 17 |  |  |
| Unione dei Democratici Cristiani e di Centro                    | Salvatore Cuffaro (Per la Sicilia) ✔️ Presidente                | 1 374 626                                                       | 53,09 | 319 349                 | 12,98     | 11    |    |  |  |
| Movimento per l'Autonomia - Nuova Sicilia                       | Salvatore Cuffaro (Per la Sicilia) ✔️ Presidente                | 1 374 626                                                       | 53,09 | 308 219                 | 12,53     | 10    |    |  |  |
| Alleanza Nazionale                                              | Salvatore Cuffaro (Per la Sicilia) ✔️ Presidente                | 1 374 626                                                       | 53,09 | 259 927                 | 10,56     | 9     |    |  |  |
| L'Aquilone - Lista del Presidente                               | Salvatore Cuffaro (Per la Sicilia) ✔️ Presidente                | 1 374 626                                                       | 53,09 | 139 344                 | 5,66      | 6     |    |  |  |
| Fiamma Tricolore                                                | Salvatore Cuffaro (Per la Sicilia) ✔️ Presidente                | 1 374 626                                                       | 53,09 | 8 528                   | 0,35      | –     |    |  |  |
| Democrazia Cristiana per le Autonomie                           | Salvatore Cuffaro (Per la Sicilia) ✔️ Presidente                | 1 374 626                                                       | 53,09 | 6 530                   | 0,27      | –     |    |  |  |
| Seggi assegnati alla lista regionale                            | Seggi assegnati alla lista regionale                            | Seggi assegnati alla lista regionale                            | 53,09 | 2                       |           |       |    |  |  |
|                                                                 | Rita Borsellino (Rita Borsellino Presidente)                    | 1 078 259                                                       | 41,64 | Democratici di Sinistra | 344 551   | 14,00 | 15 |  |  |
| Democrazia è Libertà - La Margherita                            | Rita Borsellino (Rita Borsellino Presidente)                    | 1 078 259                                                       | 41,64 | 295 762                 | 12,02     | 15    |    |  |  |
| Uniti per la Sicilia                                            | Rita Borsellino (Rita Borsellino Presidente)                    | 1 078 259                                                       | 41,64 | 127 947                 | 5,20      | 4     |    |  |  |
| Rita - Il Mio Impegno per la Sicilia                            | Rita Borsellino (Rita Borsellino Presidente)                    | 1 078 259                                                       | 41,64 | 119 177                 | 4,84      | –     |    |  |  |
| Seggio assegnato al candidato presidente classificatosi secondo | Seggio assegnato al candidato presidente classificatosi secondo | Seggio assegnato al candidato presidente classificatosi secondo | 41,64 | 1                       |           |       |    |  |  |
|                                                                 | Nello Musumeci                                                  | 136 545                                                         | 5,27  | Alleanza Siciliana      | 59 380    | 2,41  | –  |  |  |
| Totale                                                          | Totale                                                          | 2 589 430                                                       | 100   |                         | 2 460 348 | 100   | 90 |  |  |
|                                                                 |                                                                 |                                                                 |       |                         |           |       |    |  |  |
| Voti non validi                                                 | Voti non validi                                                 | 111 681                                                         | 4,13  |                         |           |       |    |  |  |
| Votanti                                                         | Votanti                                                         | 2 701 111                                                       | 59,16 |                         |           |       |    |  |  |
| Elettori                                                        | Elettori                                                        | 4 566 089                                                       |       |                         |           |       |    |  |  |

1. ↑  Lista che include Partito della Rifondazione Comunista, Partito dei Comunisti Italiani, Socialisti Democratici Italiani, Italia dei Valori, Federazione dei Verdi e Primavera Siciliana.